# Islam des caves

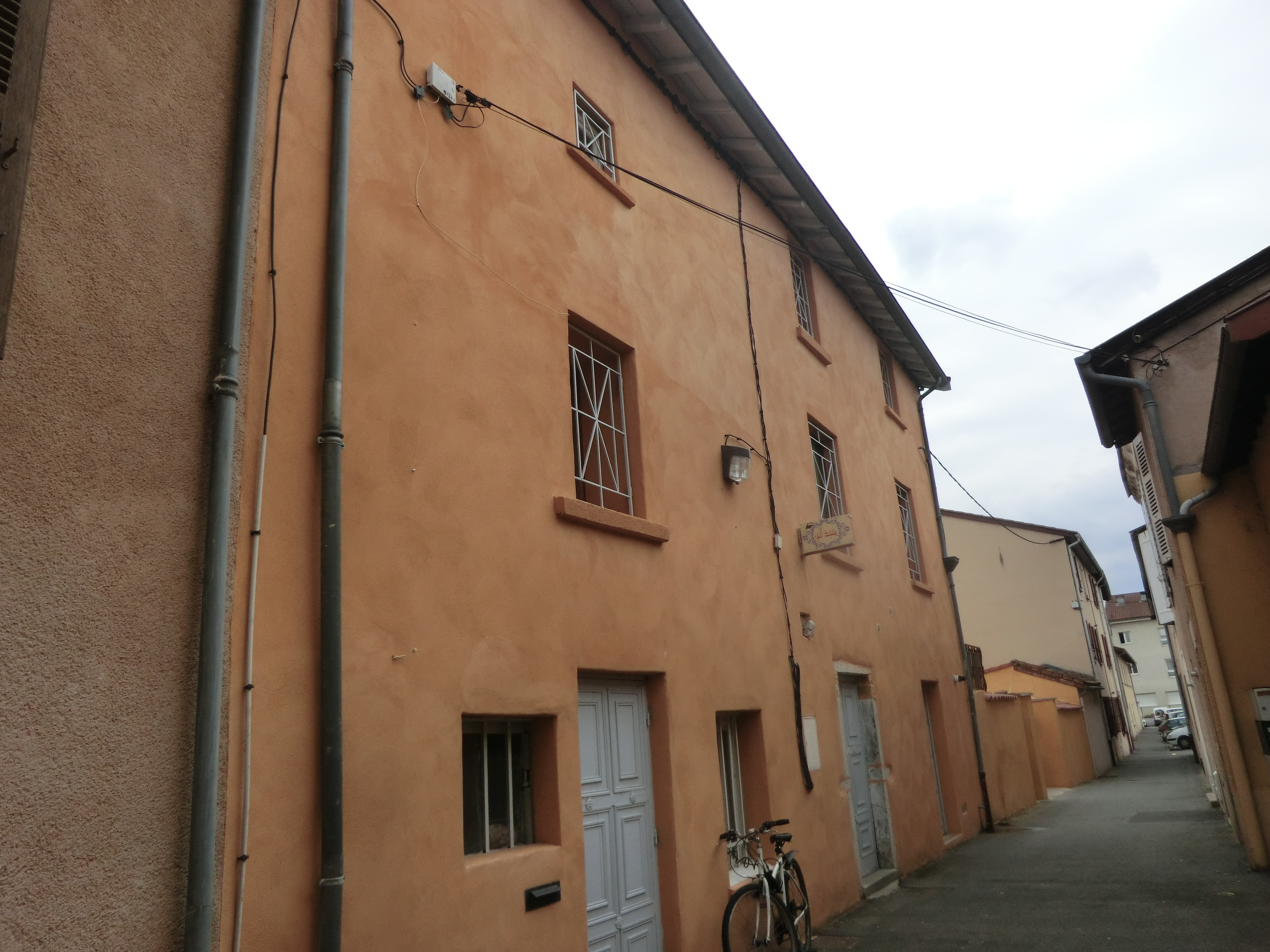
Mosquée En-Nour de Belleville-en-Beaujolais.

L'islam des caves est un néologisme français désignant le fait que, faute de place ou de moyens financiers permettant d'ériger de véritables mosquées, des musulmans français se trouvent contraints d'utiliser comme lieux de cultes des caves, des garages, des halls d'immeubles ou encore des préfabriqués.

## Présentation
Ce terme évoque généralement une période allant de l'après Seconde Guerre mondiale et l'immigration massive d'arabo-musulmans, aux années 1990 et particulièrement aux années 2000, décennies où de premières vraies mosquées construites exclusivement pour le culte apparaissent sur le territoire. Cependant, cette expression est parfois aussi utilisée de nos jours, puisque le nombre encore insuffisant de lieux de cultes conduirait toujours une part non négligeables des fidèles à prier dans des caves, ou même à participer à des prières de rues selon Benoist Apparu.